# Distributed system architecture
Pour les articles homonymes, voir DSA.
La distributed system architecture (DSA) est une architecture informatique de réseau en couches définie par la CII-Honeywell-Bull en 1971, puis rebaptisée DSA en 1976, avant de donner naissance en 1978, à l'échelle internationale, au modèle OSI, appelé aussi "OSI-DSA", puis aux protocoles TCP-IP.

## Historique
La DSA est la version remaniée de la "New Network Architecture" créée dès 1971 par la Compagnie internationale pour l'informatique (CII) et rebaptisée DSA après la fusion en 1975 de la CII avec Honeywell. Sa conception s'est faite pour et par le Réseau cyclades de l'IRIA, que la CII a inspiré.
La NNA a été conçue en même temps que les progrès dans le réseau ARPANET, auquel avait participé deux jeunes ingénieurs de la CII, qui s'étaient relayés au sein du Network Working Group, petit comité de pilotage des tout débuts d'Arpanet: Gérard Deloche en 1968 et Michel Elie en 1969.
Revenu à la CII, Michel Elie y dirige la création d'une New Network Architecture, 
Dès 1971, plusieurs personnalités françaises du milieu informatique souhaitent une réplique française d'Arpanet, appuyée par la CII et "inspirée par elle". L'une des formes que prend cette réplique est le réseau Cyclades de Louis Pouzin, aidé par Jean-Pierre Touchard et Michel Elie, deux ingénieurs "prêtés par la CII". Il relie des IBM 360 (université de Grenoble) à des Mitra 15 (CII)
Après la fusion de CII et de Honeywell-Bull,  Les équipes de Boston: Mike Canepa, Charles Bachman, Phoenix: Gary Adams et Louveciennes: Charles de Bourbon, Michel Elie, Philippe Chailley, Alain Bourguignon sous la direction de Claude Boulle et de François Sallé ainsi que des experts extérieurs,  modifient NNA qui devient DSA.
La stratégie de la DSA est d'unir les grands utilisateurs informatiques, en particulier les centres de recherche, qui réclament des normes d'interconnexion "ouvertes ", pour développer une architecture normalisée et traiter plus facilement une grande quantité de données. La CII-HB prend la tête du mouvement, en injectant dans les circuits de la normalisation ses standards DSA. Elle tente de rallier les constructeurs,  qui souhaitent une informatique plus décentralisée que celle vendue par le leader mondial, l'américain IBM notamment en promouvant DSA à l'ECMA.
Deux ans seulement après sa présentation, la DSA recevait l'onction de l'ISO, grâce au travail d'Hubert Zimmermann, concepteur de la première version de l’architecture OSI. Il avait reçu le renfort d'un spécialiste et pionnier des bases de données, le chercheur Charles Bachman, qui avait développé dès 1964 les ordinateurs General Electric dans une logique réseau. Le modèle DSA a en effet très tôt inspiré les sept couches du modèle OSI : 1 Couche physique, 2 Couche de liaison, 3 Couche de réseau, 4 Couche de transport, 5 Couche de session, 6 Couche de présentation et 7 couche « application ».

## Vitesse de transmission
La DSA facilite l'utilisation de réseaux à très haute vitesse pour l'époque, en utilisant des lignes de duplex complet à 9 600 bauds puis 19 200, 48 000 ou encore 96 000 bauds.

## Datagramme ou commutation de circuits
La DSA est conçue pour permettre à tout client d'utiliser, au choix, le datagramme ou la commutation de circuits. Malgré ses inconvénients, la seconde est alors mise en avant par l'administration des PTT françaises, via la norme X.25, au prétexte d'assurer une disponibilité immédiate du réseau, même en période de congestion des réseaux.
Les ingénieurs de la CII observent que le datagramme, utilisable dans les réseaux privés, repose sur des nœuds de commutation plus simples que ceux de la commutation de circuits, imposée dans les réseaux publics de télécommunications. Pour utiliser le datagramme, ils conseillent de dimensionner le réseau de façon à rester éloigné des conditions de congestion, ou, lorsque ce n'est pas possible, de mémoriser les paquets envoyés afin de pouvoir rééditer l'envoi en cas de congestion.
Ces conseils de la CII aux utilisateurs s'adaptent au discours alors pratiqué par les PTT pour justifier leur choix inconditionnel en faveur de la commutation de circuits, discours qui brandit le risque de perdre une partie des paquets en cas d'utilisation du datagramme. Les ingénieurs de la DSA considèrent, au contraire, que le datagramme est le "service de base de la commutation par paquets" et observe que les nœuds de communication du protocole X.25 ont l'inconvénient d'être "complexes".

## Matériels utilisés
La DSA s'est appuyé sur Datanet, équipé d'un processeur frontal et développé sur le mini-ordinateur Mitra 15 puis sur Mini 6, reliés à l'Iris 80.

## DEC et la CII-HB, deux voies pour concurrencer IBM
La DSA avait pour concurrents le modèle Decnet, de Digital Equipment Corporation, constructeur informatique alors en pleine croissance, qui allait devenir numéro mondial à la fin des années 1980, malgré un retard dans les réseaux. La toute première version de Decnet date 1975.
L'autre concurrent de la DSA était l'IBM Systems Network Architecture d'IBM, qui ambitionnait de devenir un standard de fait, grâce au quasi-monopole acquis par IBM dans les années 1950 et conforté dans les années 1960. Lorsque la CII lance en 1971 sa New Network Architecture, première mouture de la DSA, IBM venait de renforcer encore son emprise sur le marché mondial, grâce au succès depuis 1966 de la gamme IBM 360, conçue comme une déclinaison du grand système, en plusieurs tailles et prix différents. Revers de la médaille, l'architecture IBM est très centralisée. IBM introduit les bases de son frontal NCP IBM vers 1970, mais garde l’administration sur le central, et vend le logiciel réseau Token Ring. Il reste en système fermé, contrairement au Network Control Program d'Arpanet, qui donnera ensuite naissance en 1983 au TCP/IP.
Digital Equipment Corporation et la CII ont au contraire joué très tôt la carte des mini-ordinateurs, comme le Mitra 15 et le PDP-8, en leur donnant une autonomie via un processeur réseau, afin de mieux valoriser leur apport. De plus, la CII les conçoit en système semi-ouvert. Confrontée à la nécessité de recoder en profondeur le système d'exploitation de son Iris 50 et de son Iris 80, pour leur montée en puissance et en vitesse, avec l'aide des équipes de l'Iria, elle y introduit une couche logiciel réseau très flexible: la fonction Transiris, conçue pour débarrasser l'Iris 80 des problèmes de réseau, traités à part dans son système d'exploitation.
La CII reçoit à nouveau un renfort des équipes de l'Iria un peu plus tard, lorsque l'un de ses chercheurs, Hubert Zimmermann participe activement à la normalisation ISO, aux côtés des chercheurs d'Honeywell, en tant que responsable et secrétaire du groupe de travail "Architecture informatique" de l'ISO (ISO).
En fusionnant avec Honeywell en 1975, la CII récupère aussi le GCOS, conçu à l'origine par General Electric dans une idée de flexibilité et d'indépendance d’administration du réseau par rapport au central. Le GCOS et DSA seront les points forts du Mini 6 et son frontal Datanet, qui se vendront comme des petits pains à la fin des années 1970, avant d'être stoppés par une crise de croissance due à la tentative d'un nouvel actionnaire de la CII, Saint-Gobain, de s'emparer d'Olivetti en mettant à contribution la trésorerie de la CII.
Plus tard, la CII se ralliera entièrement à la norme X.25, à la déception de ses équipes, qui reprochaient déjà à leur direction de ne pas croire assez au datagramme et à l'informatique distribuée, concepts alors jugés risqués mais qui s'imposeront en fait grâce à l'Internet.